# SUMMER TIME GONE
〈SUMMER TIME GONE〉(서머 타임 곤, 일본어: サマー・タイム・ゴーン 사마 타이무 곤[*])는 쿠라키 마이의 34번째 싱글로 2010년 8월 31일에 노던 뮤직에서 발매됐다.

## 해설
초회한정반(CD＋DVD)와 통상반(CD만)의 2형태로 더하고, 공식 팬클럽과 빙의 음악 사이트 “Musing” 한정판매인 “Musing&FC반”이 발매됐다. 3형태 모든 자켓 사진이 다르다.
초회한정반의 DVD에는 본인 출연인 KOSE “에스프리끄 프레셔스”의 CM이나 인터뷰 영상 등을 수록. “Musing&FC반”은 LP 사이즈 패키지 사양으로, 〈SUMMER TIME GONE〉 PV 풀 시청을 할 수 있는 패스워드가 봉입됐다. 또한, 〈SUMMER TIME GONE〉의 PV는 “Musing&FC반” 구입자에게만 공개되고, 일반 공개는 되지 않았다. CM이나 TV의 음악방송에서는 자켓 사진을 사용한 후렴 부분만의 영상이 흘러지고 있었다.

## 수록곡
1. SUMMER TIME GONE (4:17)
  - 작사: 쿠라키 마이, 작곡: 오노 아이카, 편곡: 하야마 타케시
2. anywhere (4:59)
  - 작사: 쿠라키 마이, 작곡 · 편곡: Jon Carin, Perry Geyer
3. SUMMER TIME GONE (Instrumental)

### DVD(초회한정반만)
- Mai Kuraki × KOSE Special Movie

## 타이업
- KOSE “에스프리끄 프레셔스” CM 송 (#1)
- 요미우리 TV 닛폰 TV계 애니메이션 《명탐정 코난》 오프닝 테마, 지바 TV계 《MUSIC FOCUS》 8월 엔딩 테마 (#1)
- 항공 100년 이미지 송 (#2)

## 프로모션 활동

### TV 출연
- MUSIC STATION(2010년 9월 3일 방송, TV 아사히)
- 해피 뮤직(2010년 9월 3일 방송, 닛폰 TV)
- COUNT DOWN TV(2010년 9월 4일 방송, TBS)
- MUSIC JAPAN(2010년 9월 5일 방송, NHK)

※지상파 음악방송에만

### 발매 이벤트
- 미니 라이브&미니 토크 이벤트(2010년 8월 30일, 도쿄 이케부쿠로 선샤인 시티)
- 미니라이브&touch회(2010년 9월 4일, 오사카 센리추오 셀시 광장)
- 미니라이브&touch회(2010년 9월 5일, 도쿄 돔 시티 라쿠아 가든 스테이지)

어느 것이나, “로즈 쿼츠&자켓 디자인 스티커”가 배포됐다.